# 嶋雅二
嶋 雅二（しま まさじ、1934年12月29日 - 2014年11月11日）は日本の実業家。ホーネンコーポレーション代表取締役会長兼CEO、J-オイルミルズ代表取締役社長、日本植物油協会会長などを務めた。

## 人物・経歴
大阪府出身。京都市立川岡国民学校（現在の京都市立川岡小学校）、同志社中学校・高等学校を経て、同志社大学経済学部卒業後、豊年製油（のちのホーネンコーポレーション）に入社。1989年からホーネンコーポレーション代表取締役社長を務めた。その後、ホーネンコーポレーション代表取締役会長兼CEOとして、味の素代表取締役社長・江頭邦雄との交渉などにあたり味の素製油との経営統合を行い、2002年に持株会社として設立された豊年味の素製油（現在のJ-オイルミルズ）の初代代表取締役社長に就任した。2003年には吉原製油との経営統合を進めJ-オイルミルズへの商号変更を行った。2005年J-オイルミルズ代表取締役会長。日本植物油協会会長も務めた。2014年、腎不全のため死去。79歳没。2015年にホテルニューオータニでお別れの会が開かれ約900人が集まった。

## 栄典
- 2006年4月 旭日中綬章受章[5]